# ハッピードリンクショップ
ハッピードリンクショップとは、おもに山梨県とその周辺の地域に設置されている自動販売機のドライブインで、通常の自動販売機よりも価格が数十円安価に設定されており、山梨県甲斐市の株式会社フローレンが展開している。

## 概要

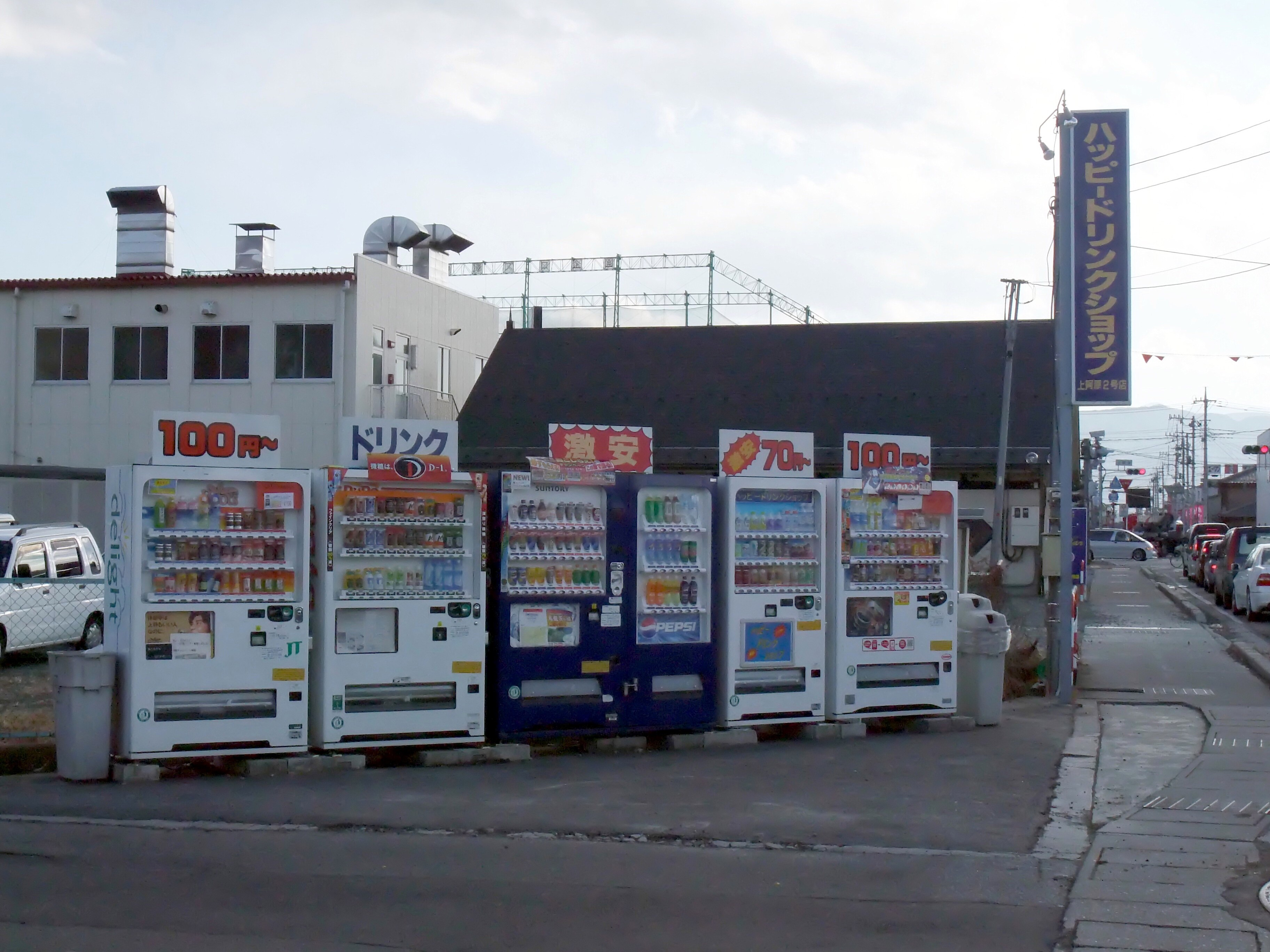
ハッピードリンクショップ 上阿原2号店

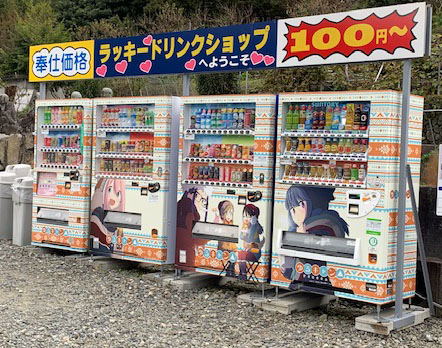
ゆるキャン△とコラボレーションした「ラッキードリンクショップ」（常幸院）

乗用車が数台駐車できるスペースのある空き地に複数台の自動販売機が設置され、安さを売りにした広告が飾られており、すべての場所に店舗名が記載されている。「ハッピードリンクショップ」は登録商標（登録番号第5092877号）であり、登録が完了した2007年以降にはインディゴブルーの看板に商標の証である(R)が掲出されるようになった（この際、看板自体の色も微妙に深い色に変わっていることから、看板自体を新調し順次変えていったと推測される）。管理は基本的に甲斐市にある株式会社フローレンが行なっているが、一部の店舗では別の管理者が行なっている。広告の通り値段は一般の自動販売機の価格より20円から50円ほど安くなっているが、設置される場所によって値段が変化しているほか、原油価格などによって値段が変化することもある。
フローレンは元々小売店への自動販売機の展開や清涼飲料水の卸売業を営んでいたが、2003年より自社による自動販売機フルオペレーション事業を開始、2004年に社員による命名案を採用してハッピードリンクショップの名称で展開を進めている。
2006年頃より知る人ぞ知る状態であったが、2008年頃より山梨県を中心に設置される場所が急増した。山梨県だけでなく長野県や静岡県東部、神奈川県（相模原市緑区の一部）、群馬県の一部に進出しているが、特に営業所が複数ある長野県で数を増やしており、2010年秋には松本市に長野県3ヶ所目の営業所を開設した。2017年時点で長野県内の店舗が増えたことで店舗数は約1200にものぼり、これを両県で「ほぼ半数ずつ」を展開しているとしている。

## ラッキードリンクショップ
漫画・アニメ「ゆるキャン△」作中でハッピードリンクショップをモチーフとした「ラッキードリンクショップ」が登場したことから、第一期アニメ終了後にフローレンがゆるキャン△とコラボレーション企画を実施。同作品のキャラクターがラッピングされた自動販売機の上に通常の「ハッピードリンクショップ」ではなく「ラッキードリンクショップ」と書かれた看板を再現した自販機コーナーを身延町内の3か所に設置した。さらに、身延町および市川三郷町に特別ラッピング機も設置されている。また、「ラッキードリンクショップ」の自販機で、飲料購入時の抽選でゆるキャン△のオリジナルグッズが当たるキャンペーンを実施したほか、自販機限定でオリジナルグッズの販売も行われている。

## 設置されている飲料メーカー
1つの店舗に複数のメーカーの自動販売機が1台ずつ設置されている。必ずそのメーカーの自動販売機が設置されているわけではなく、また同じ場所にあっても価格が違う。なお、販売されているのは清涼飲料水のみであり、飲酒運転に繋がる酒類の販売は行なわれていない。
- コカ・コーラ
- サントリー
- ポッカサッポロフード&ビバレッジ
- ダイドードリンコ
- キリンビバレッジ
- JT
- サンガリア

ほか